# Georgs Pelēcis
Georgs Pelēcis ou Georges Peletsis, né le 18 juin 1947, est un compositeur et musicologue letton. Il est professeur à l'Académie de musique de Lettonie.

## Biographie
Pelēcis est né à Riga. Il étudie auprès d'Aram Khatchatourian au Conservatoire Tchaïkovski de Moscou, et travaille à titre créatif à l'Université d'Oxford et à l'Université de Cambridge. Son style est décrit comme une « nouvelle musique consonante », avec un « esprit positif étonnamment clair ».
Les travaux notables[réf. nécessaire] incluent :
- Revelation, Concerto pour contre-ténor, piano et trompette
- Nevertheless, Concerto pour violon, piano et cordes
- Buena-Riga
- The Last Song
- Flowering Jasmine, Concerto pour violon, vibraphone et cordes
- Jack and the Beanstalk, Musique pour la fable de Roald Dahl pour orchestre symphonique et narrateurs
- Concertino bianco pour piano et orchestre de chambre

## Thèmes musicologiques
Le travail musicologique de Pelēcis se concentre sur la forme musicale dans les œuvres du Moyen Âge, de la Renaissance et du baroque. Il écrit des thèses portant sur l'œuvre de Giovanni Pierluigi da Palestrina et Johannes Ockeghem.
Pelēcis enseigne l'histoire de la théorie et du contrepoint à l'Académie de musique de Lettonie et il est le premier président du Centre de musique ancienne de Riga.

## Œuvre

### Piano
- Dāliju dziedājums [« Dahlia chantant »], pour orgue et harpe (2018)
- Atkal Jaunais gads (2018)
- Autumn music
- Stīva Raiha Piano Phase atbalss, Passacaglia pour deux pianos (2019)

### Musique de chambre
- Capriccio « Gaudeamus ? », pour quatuor de saxophones et orgue (2018)
- Intrata, pour deux quatuors à cordes (2018)
- Capriccio, trio avec piano (2019)
- Koklētāja Samtabikses stāsts, ballade pour violoncelle et kōkles (2019) — Le kōkles est une sorte de cithare traditionnelle de Lettonie.

### Orchestre
- Chogak po (2021)

### Concertos
- Concerto pour piano
- Concerto pour deux pianos et bande « Dedication »

### Vocale
- Te Deum, pour chœur mixte et orgue (2019)
- Messe, pour chœur mixte (2019)
- Mazā rudens kantāte [« Petite cantate d'automne »], pour chœur mixte et orchestre (2019) — Sur un texte d'Inga Gaile.
- Gan puķes, gan kamenes [« Les fleurs et les bourdons »], pour chœur d'homme (2020) — Sur un texte d'Ivan Bounine.
- Priekšvakars [« La veille »], pour baryton et piano (2020) — Sur un texte d'Alexeï Apoukhtine.

### Scène
- Mākslinieks un glezna [« Artiste et Peinture »], ballet sur un argument de Maruta Vanaga (2019)

## Discographie
- Plaukstošais Jasmīns –  Kremerata Baltica, dir. Gidon Kremer (Festival Siguida 2008/2013, Kremerata Baltica) (OCLC 1257314605) — Avec des œuvres d'Arvo Pärt, Raminta Šerkšnytė, Vytautas Barkauskas et Pēteris Vasks.
- Concerto pour trompette, Largetto — Jānis Porietis, trompette ; Ilze Reine, orgue (2020, Skani 094) — Dans Distant light avec d'autres œuvres pour trompette et orgue de Maija Einfelde, Rihards Dubra, Alvils Altmanis, Romualds Jermaks, Dzintra Kurme-Gedroica et Renāte Stivriņa.
- Plaukstošais Jasmīns – Līga Baltābola, violon ; Marta Kauliņa, vibraphone ; Orchestre symphonique de Liepājas, dir. Guntis Kuzma (2021, Skani 127) — Dans Plaukstošais Jasmīns/flowering jasmine, avec des œuvres de Ādolfs Skulte, Jānis Ivanovs, Alfrēds Kalniņš, Jānis Porietis, Jānis Ķepītis, Ādolfs Ābele, Agris Engelmanis et Ēriks Ešenvalds.